# Кунув

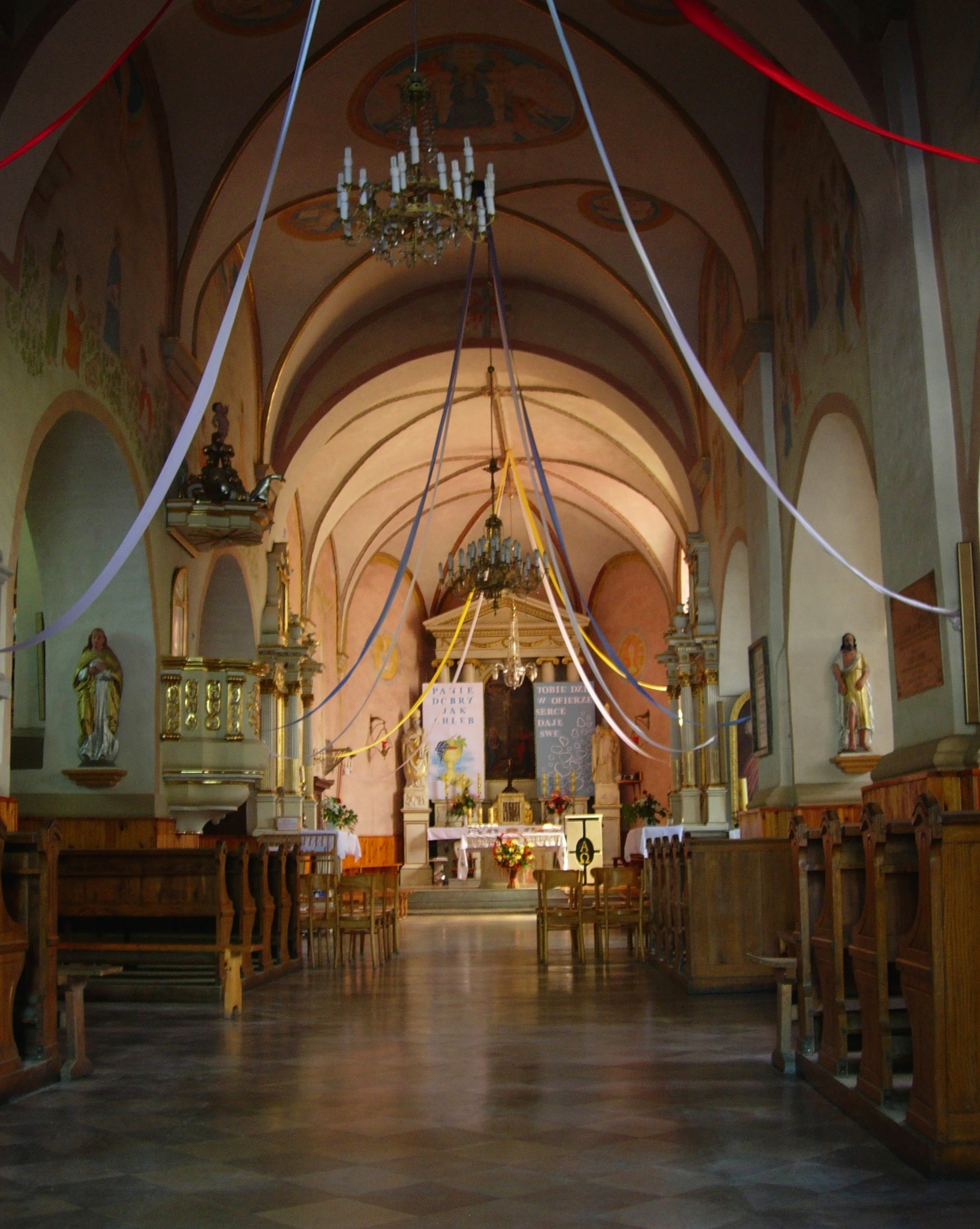
В церкви св. Владислава

Кунув (пол. Kunów) — город в Польше, входит в Свентокшиское воеводство, Островецкий повят. Имеет статус городско-сельской гмины. Занимает площадь 7,28 км². Население — 3153 человека (на 2004 год).